# Untenflachsberg
Untenflachsberg ist ein Wohnplatz in der bergischen Großstadt Solingen.

## Geographie
Untenflachsberg liegt unmittelbar nordwestlich von Obenflachsberg und nördlich von Focher Dahl im Solinger Stadtteil Gräfrath. Untenflachberg liegt südlich von Bergerbrühl und östlich von Nümmen. An der Ortschaft vorbei führt die ehemalige Bahntrasse der sogenannten Korkenzieherbahn, die heute als Wanderweg genutzte Korkenziehertrasse, die auf einer Brücke über die Gartenstraße geführt wird.

## Etymologie
Die Herkunft des Ortsnamens Flachsberg ist nicht eindeutig geklärt. Denkbar ist eine Entlehnung von der gleichnamigen Pflanze, also dem Gemeinen Lein (Flachs), oder auch der Familienname Flach. Ebenfalls vorstellbar ist eine Deutung als flacher Berg.

## Geschichte
Einer der beiden Höfe Flachsberg muss bereits im Jahre 1482 bestanden haben, als in einem Dokument der Walder Kirche von einem Isaak Weck zu Flachsberg die Rede ist, der der Kirche eine Rente schuldete. Untenflachsberg gehörte zur Honschaft Ketzberg innerhalb des Amtes Solingen. In der Karte von Erich Philipp Ploennies aus dem Jahre 1715 ist nur ein als Flaxberg bezeichneter Hof verzeichnet, der sich etwa in Höhe von Untenflachsberg befindet. In der Topographischen Aufnahme der Rheinlande von 1824, der Preußischen Uraufnahme von 1844 und in der Topographischen Karte des Regierungsbezirks Düsseldorf von 1871 sind jeweils beide Flachsberger Höfe verzeichnet, wovon nur der südliche (Obenflachsberg) als Flachsberg bezeichnet wird. Um 1815 wurde am Ort die Altstraße von Vohwinkel über Gräfrath nach Solingen zur Provinzialstraße Essen–Solingen ausgebaut, die heutige Bundesstraße 224.
Nach Gründung der Mairien und späteren Bürgermeistereien Anfang des 19. Jahrhunderts gehörte Untenflachsberg zur Bürgermeisterei Gräfrath. 1815/16 lebten 218 Einwohner in den beiden Flachsberger Höfen, 1830 im als Weiler bezeichneten Ort bereits 258 Menschen. Der Ort wurde zu dieser Zeit aufm Flachsberg genannt. 1832 waren die Flachsberger Höfe weiterhin Teil der Honschaft (Ketz-)Berg innerhalb der Bürgermeisterei Gräfrath. Die beiden nach der Statistik und Topographie des Regierungsbezirks Düsseldorf als Hofstadt kategorisierten Flachsberger Höfe besaßen 1832 ein öffentliches Gebäude, 35 Wohnhäuser, 18 Fabriken bzw. Mühlen und 34 landwirtschaftliche Gebäude. Zu dieser Zeit lebten 246 Einwohner im Ort, davon 35 katholischen und 211 evangelischen Bekenntnisses. Im Gemeindelexikon für die Provinz Rheinland werden 1885 für Untenflachsberg alleine 29 Wohnhäuser mit 174 Einwohnern angegeben. 1895 besitzt der Ort 25 Wohnhäuser mit 164 Einwohnern, 1905 werden 24 Wohnhäuser und 175 Einwohner angegeben.
Im Jahre 1887 wurde am Ort vorbei die Bahnstrecke Solingen–Wuppertal-Vohwinkel trassiert, zur Querung der Gartenstraße südwestlich des Hofes war der Bau einer kleinen Eisenbahnbrücke notwendig. Im Jahre 1919 wurde bei Untenflachsberg die Gräsolin-Lackfabrik gegründet, aus der Adresse des Unternehmens Gräfrath, Solinger Straße wurde auch der Firmenname. Das Unternehmen produzierte noch bis zum Jahr 2018 an seinem Standort am Untenflachsberg Lacke, ehe es zum 1. Januar 2019 durch das Unternehmen Feycolor aus Regensburg übernommen wurde. Die Produktion in Gräfrath wurde daraufhin eingestellt.
Am 24. April 1889 erhielt der Branntweinbrenner Hermann Deus die Genehmigung, auf dem Ackerland am Untenflachsberg eine Ringofen-Ziegelei bauen zu dürfen. Die ursprünglichen Pläne sahen vor, jährlich zwei bis drei Millionen Mauerziegel herzustellen. Der Ringofen hatte 16 Kammern, die jeweils 14.000 Ziegel fassen konnten. Der Schornstein war insgesamt 40 Meter hoch. Ein eigener Brunnen sorgte für Trink- und Betriebswasser. Für die Arbeiter war ein eigenes Wohnhaus vorhanden. Die fertigen Ziegel wurden in Waggons geladen über einen Privatgleisanschluss zum Bahnhof Gräfrath gebracht, von dem aus sie weiter verfrachtet wurden. Die Stadt übernahm im Jahre 1957 die Ziegelei, im Jahre 1971 wurde der Betrieb eingestellt. Später wurden die Gebäude der alten Ziegelei abgerissen. Dort entstand das Gewerbe- und Industriegebiet Flachsberg, deren Erschließungsstraße den Namen Alte Ziegelei trägt.
Im Jahre 1922 errichtete der Spar- und Bauverein Gräfrath am Untenflachsberg eine kleine Wohnsiedlung. An der Gartenstraße in Richtung Nümmen entstanden für die Mitglieder des Vereins in aufgelockerter Bauweise mehrere zweigeschossige Mehrfamilienhäuser. Mit der Städtevereinigung zu Groß-Solingen im Jahre 1929 wurde Untenflachsberg ein Ortsteil Solingens. Das oben abgebildete Fachwerkhaus Gartenstraße 19 steht seit dem 29. November 1984 unter Denkmalschutz.